# دورچستر، نیوبرانزویک
دورچستر، نیوبرانزویک (به انگلیسی: Dorchester, New Brunswick) یک منطقهٔ مسکونی در کانادا است که در وست‌مورلند، نیوبرانزویک واقع شده‌است. دورچستر ۱٬۱۶۷ نفر جمعیت دارد.